# Netsilik

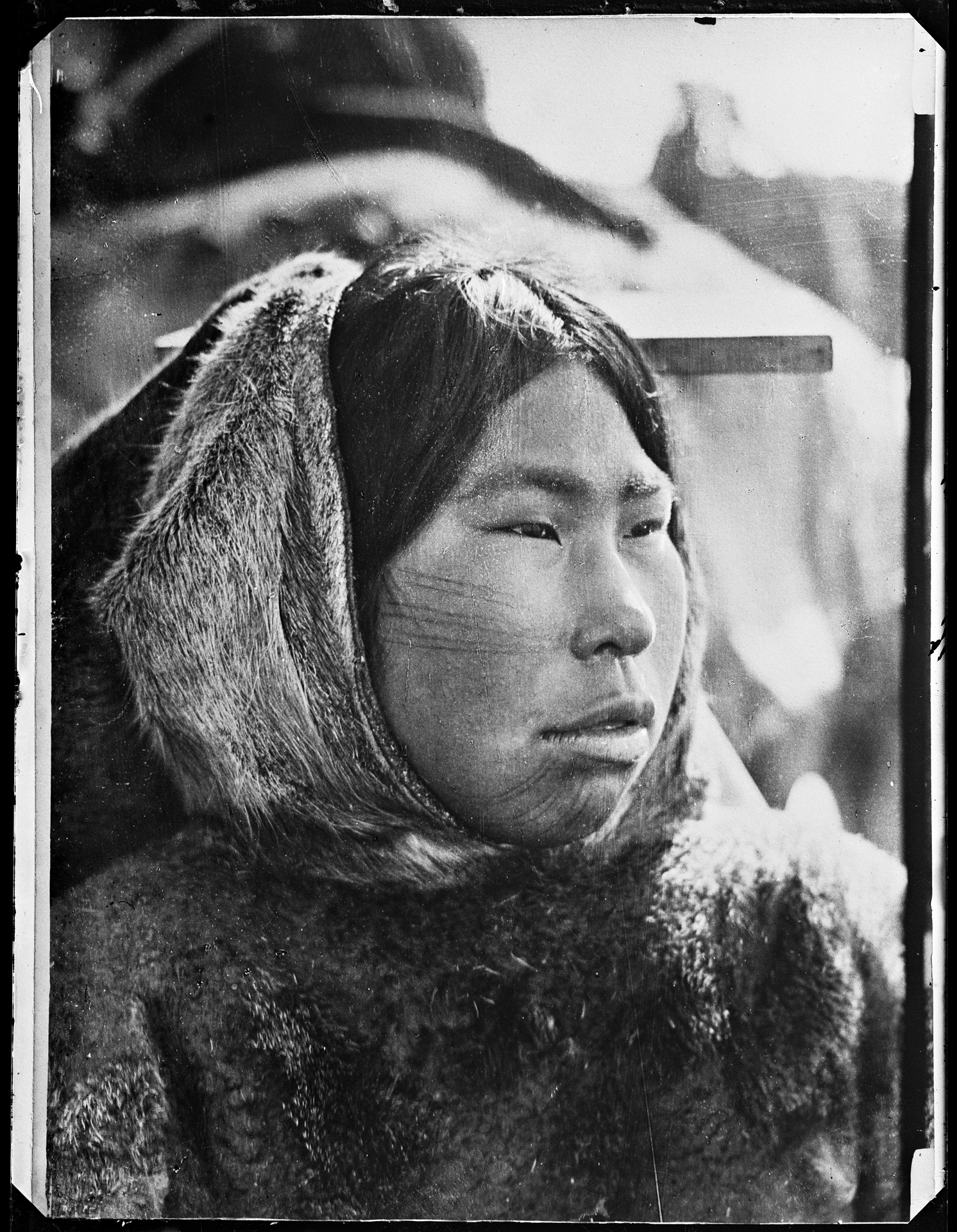
Una ragazza Netsilik, fotografia scattata a Kabloka tra il 1903 e il 1905

I Netsilik (Netsilingmiut) sono un popolo Inuit stabilitosi prevalentemente tra Kugaaruk e Gjoa Haven, oltre che a Taloyoak e in misura minore nel arcipelago artico canadese. Agli inizi del 20th secolo, furono uno degli ultimi popoli nativi settentrionali entrati in contatto con i missionari cristiani. 

## Lingua
I missionari introdussero i locali a una grammatica scritta, il sillabario inuktitut (Qaniujaaqpait), attorno agli anni '20. La loro lingua parlata è invece il natsilingmiutut, un dialetto particolare dell'inuvialuktun.

## Caccia e pesca

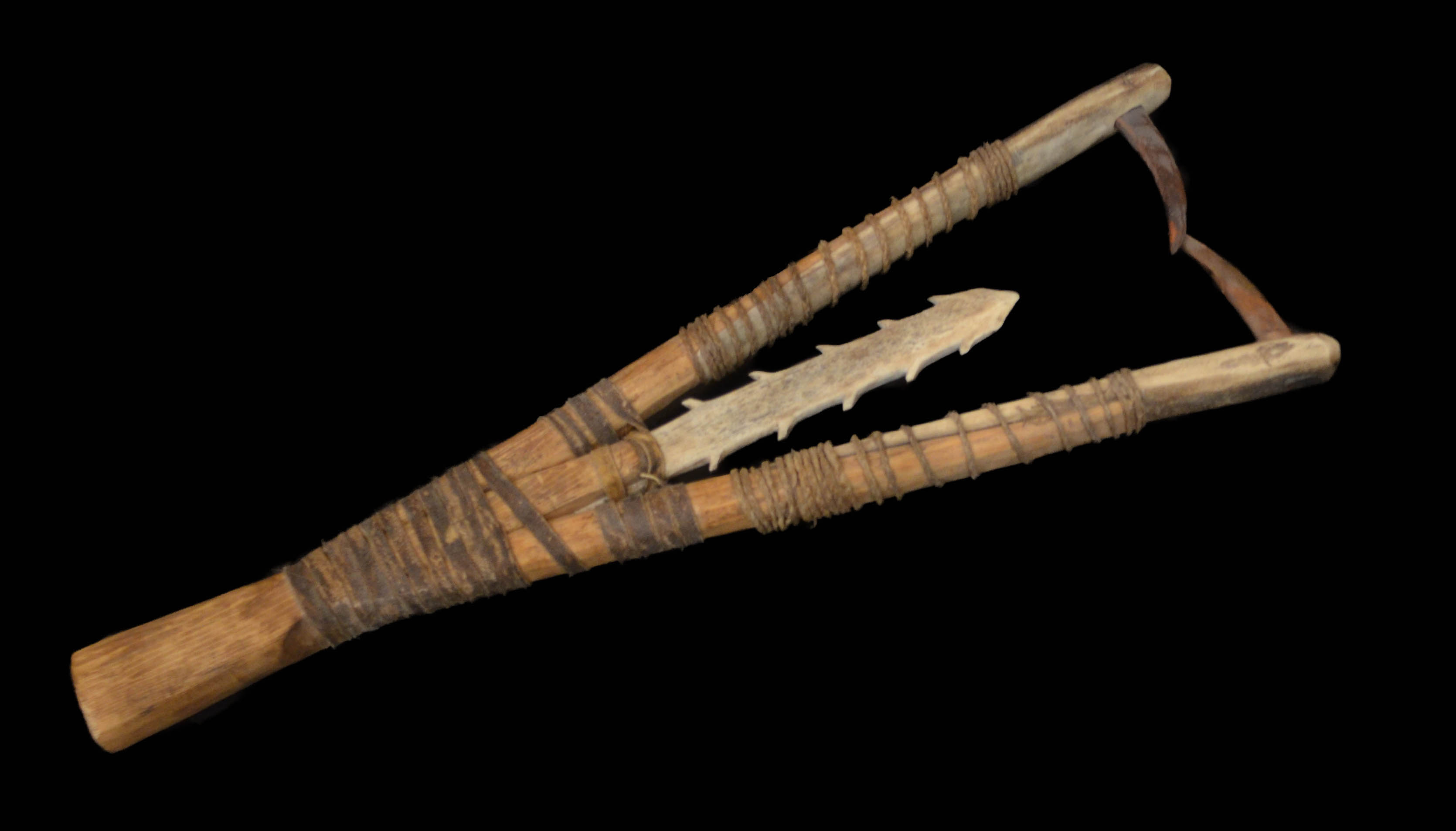
Una Kakivak, fiocina adatta alla pesca artica

Il clima artico che caratterizza le loro regioni di residenza era decisamente inagibile per la coltivazione, spingendo i Netsilik locali alla caccia e alla pesca come fonti di sostentamento. Nella stagione estiva, i nativi cacciavano i caribù nella tundra, lanosi mammiferi che forniscono loro indumenti oltre che cibo. In caso di scarsità di cervidi, i Netsilik potevano anche cacciare orsi polari. Inoltre, le ossa dei grandi erbivori servivano loro anche alla realizzazione di fiocine per la pesca, attività tipica della stagione invernale. Sul mare ghiacciato, le foche erano prede predilette per il loro grasso, utile per l'illuminazione e il riscadamento degli Iglù.
Il pescato in eccesso veniva immagazzinato in dei blocchi di ghiaccio, in attesa di essere scongelato durante periodi di magra.

## Cultura
Sin dal primo contatto con i missionari, i Netsilik hanno iniziato a impiegare armi da fuoco nella caccia e carbone per il riscaldamento. A partire dagli anni trenta, il governo canadese iniziò a essere sempre più presente nella vita dei nativi, acquistando da loro pelli di volpe artica. Negli anni sessanta il processo di cristianizzazione e di sedimentarizzazione dei Netsilik divenne sempre più celere, fino a rimpiazzare quasi completamente le antiche usanze. Ad oggi, solo gli anziani possono vantare un reale contatto con il vecchio stile di vita nomadico e gli strumenti di caccia sono esposti in diversi musei etnografici canadesi.
Un elemento culturale particolarmente caratteristico sono gli inukshuk, delle costruzioni di sassi spesso dalla forma antropomorfa atti a dirigere la cacciacione in luoghi dove può essere abbattuta più facilmente.